# Struttura di personalità

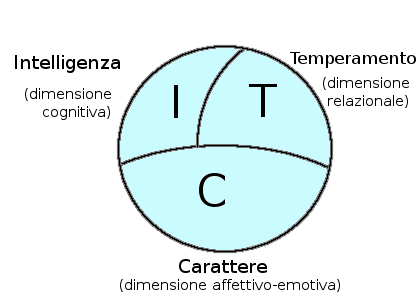
La personalità secondo Eysenck

La struttura di personalità è l'insieme delle caratteristiche personali (in parte innate e in parte acquisite) che rendono il comportamento di ogni individuo unico e irripetibile.
La struttura di personalità si compone di due parti, una congruente e consistente e l'altra plastica e modificabile. La prima parte è quella duratura, che comprende la struttura biologica e gli apprendimenti saldamente acquisiti.
Secondo Hans Eysenck la struttura di personalità è formata da tre dimensioni:
1. Intelligenza (o dimensione cognitiva)
2. Temperamento (o dimensione relazionale)
3. Carattere (o dimensione affettivo-emotiva)

Queste tre dimensioni dovrebbero essere equilibrate tra loro, per evitare che l'individuo possa andare incontro a condizioni potenzialmente patologiche.